# Raphidia (Raphidia) kimminsi
Raphidia (Raphidia) kimminsi is een kameelhalsvliegensoort uit de familie van de Raphidiidae. De soort komt voor in Turkije.
Raphidia (Raphidia) kimminsi werd voor het eerst wetenschappelijk beschreven door H. Aspöck & U. Aspöck in 1964.